# L'Homme à la hache (film)
Pour le tableau de Gauguin, voir L'Homme à la hache.
Pour plus de détails, voir Fiche technique et Distribution.
L'Homme à la hache (পরশুরাম, Parashuram) est un film indien réalisé par Mrinal Sen, sorti en 1979.

## Synopsis
Un homme venant de la campagne partage un abri avec un vieux mendiant dans un cimetière.

## Fiche technique
- Titre : L'Homme à la hache
- Titre original : পরশুরাম (Parashuram)
- Réalisation : Mrinal Sen
- Scénario : Mohit Chatterjee et Mrinal Sen
- Musique : B. V. Karanth
- Photographie : Ranjit Roy
- Montage : Gangadhar Naskar
- Société de production : Angel Digital
- Pays :  Inde
- Genre : Drame
- Durée : 100 minutes
- Dates de sortie : 
  -  Allemagne de l'Ouest : février 1979 (Berlinale)

## Distribution
- Arun Mukherjee : Parashuram
- Bibhas Chakraborty
- Sreela Majumdar : Alhadi
- Samaresh Banerjee :
- Jayanta Bhattacharya : mendiant

## Distinctions
Le film a été présenté en sélection officielle en compétition lors de Berlinale 1979.